# Eddie Fisher
Eddie Fisher (* 10. August 1928 als Edwin John Fisher in Philadelphia, Pennsylvania; † 22. September 2010 in Berkeley, Kalifornien) war ein US-amerikanischer Sänger und Entertainer.

## Leben
Eddie wurde als viertes von sieben Kindern der jüdisch-russischen Emigranten Joseph Tisch und Kate Winokur geboren, die ihren Familiennamen nach der Einwanderung in die USA in Fisher änderten. Früh entdeckte der damals nur „Sonny“ gerufene Eddie sein Gesangstalent. Mit 16 Jahren begann er in Bands zu singen, wurde in New York von Eddie Cantor entdeckt und 1949 durch eine Radiosendung landesweit bekannt. Cantor vermittelte ihm einen Schallplattenvertrag bei RCA Records. 1950 hatte Fisher mit seiner zweiten Single Thinking of You, die bis auf Rang 5 kletterte, den ersten Hitparadenerfolg. 1951 wurde er eingezogen, diente in der Armee zeitweilig in Korea und trat mit verschiedenen Militärkapellen auf.
Die 1950er Jahre waren Fishers Jahrzehnt. Zwischen 1950 und 1956 – also in der Zeit vor dem Rock ’n’ Roll – hatte er nicht weniger als 50 Hits in den Top 30 der Billboard-Charts, darunter mit Wish You Were Here (1952), Just Another Polka (1953), Oh! My Pa-Pa (1953) sowie I Need You Now (1954) vier Nummer-eins-Hits. Zudem hatte er von 1953 bis 1959 seine eigene Fernsehshow und zahlreiche Gastauftritte in Shows von Kollegen wie Perry Como und Frank Sinatra. Eddie Fisher gab Konzerte in vielen großen Häusern der USA und hatte Shows in Las Vegas, New York und London.
Auch im Kino war Eddie Fisher vertreten. Mit zwei seiner Ehefrauen stand er vor der Kamera. In dem Filmmusical Bundle of Joy spielte er 1956 neben Debbie Reynolds; 1960 war er in dem Drama Telefon Butterfield 8 mit seiner zweiten Frau Elizabeth Taylor zu sehen, die für ihre Rolle einen Oscar gewann.
In den 1960er Jahren waren Fishers Erfolge – auch im Gefolge seiner schlagzeilenträchtigen Scheidungen von Reynolds und Taylor – in den Single-Hitparaden rückläufig. Seine RCA-LP Games That Lovers Play, 1966 mit Nelson Riddle aufgenommen, wurde andererseits zum meistverkauften Album seiner Karriere.
Anfang der 1970er Jahre war Fisher pleite, weil er den größten Teil seines Vermögens (wie er später in seiner Autobiographie bekannte) in Casinos verspielt und für Drogen ausgegeben hatte. 1984 versuchte er mit dem neu eingespielten Album After All ein Comeback, konnte jedoch nicht an frühere Erfolge anknüpfen.
1981 erschien seine Autobiografie Eddie: My Lives, my Loves, der 1999 eine zweite unter dem Titel Been There, Done That folgte.
Eddie Fisher bekam im Februar 1960 zwei Sterne auf dem Hollywood Walk of Fame, einen in der Kategorie Musikaufnahmen für seine Schallplatten (bei der Adresse 6241 Hollywood Boulevard) und einen zweiten in der Kategorie Fernsehen für seine Fernsehshows (bei der Adresse 1641 Vine Street).
Fisher starb im Alter von 82 Jahren in einem Krankenhaus im kalifornischen Berkeley nach Komplikationen im Anschluss an eine Hüftoperation. Sein Grab befindet sich auf dem Friedhof Cypress Lawn Memorial Park.

## Familie
Mit seinem turbulenten Privatleben sorgte Fisher immer wieder für Schlagzeilen; er war fünfmal verheiratet und hatte vier Kinder. Aus seiner Ehe mit Debbie Reynolds (1955–1959) stammen die Schauspielerin und Autorin Carrie Fisher und der Sohn Todd Fisher. 1959 ließ er sich von Reynolds scheiden, um noch im selben Jahr Elizabeth Taylor zu heiraten, die Witwe seines im Jahr zuvor verstorbenen engen Freundes Michael Todd. Die Ehe mit Taylor wurde 1964 geschieden, nachdem sich Taylor in Richard Burton verliebt hatte. Aus Fishers dritter Ehe mit der Schauspielerin und Sängerin Connie Stevens (1967–1969) gingen die beiden Schauspielerinnen Joely Fisher und Tricia Leigh Fisher hervor. Nach einer kurzen Ehe mit der Schönheitskönigin Terry Richard (1975–1976) war Fisher ab 1993 mit der chinesischstämmigen Geschäftsfrau Betty Lin († 2001) verheiratet.
Fishers Tochter Carrie Fisher schrieb die Romanvorlage und das Drehbuch für den Fernsehfilm These Old Broads (2001), in dem ihre Mutter Debbie Reynolds und ihre Stiefmutter Elizabeth Taylor die Hauptrollen spielten.

## Verhältnis zum „Rat Pack“
Legendär ist Fishers Ruf als quasi „natürlicher Feind“ von Frank Sinatra, der ihn augenzwinkernd ab den 1950er Jahren immer wieder öffentlich für sein angeblich mangelndes Gesangstalent verspottete und Fishers Arbeitsstil als Sänger mit einer snare drum verglich. Später schlossen sich in Sinatras Gefolge andere Mitglieder des von der Presse so genannten Rat Pack diesen Scherzen an und entwickelten daraus einen Running Gag; Dean Martin etwa sagte, als er sich über seinen eigenen, meist nur gespielten, Alkoholkonsum auf der Bühne lustig machte: „I need alcohol in order to believe I’m Dean Martin, a singer, a movie star. Without booze, I’m Eddie Fisher.“ – „Ich brauche Alkohol, um zu glauben, dass ich Dean Martin bin, ein Sänger, ein Filmstar. Ohne Alk bin ich Eddie Fisher.“ 1965 konterte Sinatra Fishers LP-Veröffentlichung Eddie Fisher Today (Dot Records) mit seinem ähnlich betitelten Reprise-Album Sinatra ‘65: The Singer Today.
Sinatra und Fisher hatten abseits der Bühne allerdings ein gutes Verhältnis zueinander und absolvierten im März 1958 in der Frank Sinatra Show (ABC) auch gemeinsame Gesangsauftritte vor der Kamera. Bereits 1953 hatte Sinatra bei seiner ersten Aufnahmesession für Capitol Records eine Coverversion von Fishers Hit I’m Walking Behind You aufgenommen; 1962 vermittelte Sinatra Fisher ein Engagement im Casino Cal Neva Lodge in Lake Tahoe. Fisher trat seinerseits in den 1960er Jahren verschiedentlich in Dean Martins Fernsehshow auf.

## Diskografie

### Singles (nur US-Top-30-Hits)
- 1948: You Can’t Be True, Dear
- 1950: Thinking Of You
- 1951: Bringing Back the Thrill; Unless; I’ll Hold You in my Heart; Turn Back the Hands of Time; Any Time
- 1952: Tell Me Why; Trust In Me; Forgive Me; That’s the Chance You Take; I’m Yours; Just a Little Lovin’; Maybe (Duett mit Perry Como); Watermelon Weather (Duett mit Perry Como); I Remember When; Wish You Were Here; The Hand of Fate; Lady of Spain; Outside of Heaven; Everything I Have Is Yours
- 1953: You’re All I Want for Christmas; Even Now; Downhearted; How Do You Speak To an Angel?; I’m Walking Behind You; Just Another Polka; With These Hands; Many Times; Just to Be with You; Oh! My Pa-Pa
- 1954: A Girl, a Girl; Anema e Core; Green Years; My Friend; The Little Shoemaker (mit Hugo Winterhalter); The Magic Tango (mit Hugo Winterhalter); Heaven Was Never Like This; I Need You Now; Count Your Blessings; Fanny
- 1955: A Man Chases a Girl; (I’m Always Hearing) Wedding Bells; Heart; Song of the Dreamer; Dungaree Doll; Everybody’s Got a Home But Me
- 1956: On the Street Where You Live; Cindy, Oh Cindy

### Alben
Originalalben
- 1952: Eddie Fisher Sings (RCA Victor)
- 1952: I’m In The Mood For Love (RCA Victor)
- 1952: Christmas with Eddie Fisher (RCA Victor)
- 1954: Irving Berlin Favorites (RCA Victor)
- 1954/55: May I Sing To You? (RCA Victor)
- 1955: I Love You (RCA Victor)
- 1955: Academy Award Winners (RCA Victor)
- 1956: Bundle Of Joy (Soundtrack) (RCA Victor)
- 1958: As Long As There’s Music (RCA Victor)
- 1960: Scent Of Mystery (Soundtrack) (Ramrod)
- 1963: Eddie Fisher At The Winter Garden (Ramrod)
- 1965: Eddie Fisher Today! (Dot)
- 1965: When I Was Young (Dot)
- 1966: Games That Lovers Play (RCA Victor)
- 1967: People Like You (RCA Victor)
- 1968: You Ain’t Heard Nothing Yet (RCA Victor)
- 1984: After All (Bainbridge)

Kompilationen (Auswahl)
- 1954: The Best of Eddie Fisher (RCA Victor)
- 1957: Thinking Of You (RCA Victor)
- 1962: Eddie Fisher’s Greatest Hits (RCA Victor)
- 1988: The Very Best Of Eddie Fisher (MCA)
- 2001: Eddie Fisher: Greatest Hits (RCA)

## Filmografie
Kino
- 1956: Na, na, Fräulein Mutti! (Bundle of Joy; Musical mit Ehefrau Debbie Reynolds, Regie: Norman Taurog)
- 1960: Telefon Butterfield 8 (Butterfield 8; Drama mit Ehefrau Elizabeth Taylor, Regie: Daniel Mann)

Fernsehen
- 1953–1957: Coke Time with Eddie Fisher (auf NBC)
- 1957–1959: The Eddie Fisher Show (auf NBC)

## Autobiographien
- Eddie Fisher: Eddie. My Life, My Loves. Harper & Row, New York 1981. ISBN 0-06-014907-8.
- Eddie Fisher: Been There, Done That. St Martin’s Press, New York 1999. ISBN 0-312-20972-X.